# Grammia blakei
Grammia blakei là một loài bướm đêm thuộc phân họ Arctiinae, họ Erebidae.